# Acraea occidentalis
Acraea occidentalis är en fjärilsart som beskrevs av Bethune-Baker 1926. Acraea occidentalis ingår i släktet Acraea och familjen praktfjärilar. Inga underarter finns listade i Catalogue of Life.